# Uromyces sasaensis
Uromyces sasaensis är en svampart som beskrevs av Gjaerum 1986. Uromyces sasaensis ingår i släktet Uromyces och familjen Pucciniaceae.   Inga underarter finns listade i Catalogue of Life.